# Joseph Legros
Pour les articles homonymes, voir Legros.
Joseph Legros (ou Le Gros), né le 7 septembre 1739 à Monampteuil et mort le 20 décembre 1793 à La Rochelle, est un chanteur et un compositeur français. Il est surtout connu pour son association avec le compositeur Christoph Willibald Gluck. Legros chanta le rôle d'Orphée à la première de la version de 1774 d’Orphée et Eurydice de Gluck et est d'ordinaire considéré comme la haute-contre la mieux connue de sa génération, bien que son jeu d'acteur passe pour avoir été médiocre.

## Biographie
Il reçut une première et solide formation comme « enfant de chœur » (c'est-à-dire enfant du chœur, ou encore maîtrisien) dans un chœur professionnel d'église. Lorsque sa voix mua Legros développa une voix de haute-contre, voix de ténor aiguë française généralement employée pour le premier rôle masculin héroïque des opéras français de l'époque. Legros fit ses débuts à l'Académie royale de musique en 1764 et y devint le premier haute-contre, situation qu'il conserva jusqu'en 1783, année où il prit sa retraite, en partie à cause de son obésité croissante.
Legros commença sa carrière de chanteur d'opéra en interprétant les principaux rôles des tragédies lyriques de Jean-Philippe Rameau. Il s'adapta plus tard au nouveau style italianisant et chanta nombre des rôles principaux des opéras français de Gluck, dont ceux d'Achille dans Iphigénie en Aulide, d'Admète dans la version révisée d'Alceste de 1776, de Renaud dans Armide et de Pylade dans Iphigénie en Tauride. En 1774, Gluck adapta le rôle d'Orfeo d'Orfeo ed Euridice, chanté à l'origine par le castrat Gaetano Guadagni, à l'intention de Legros. Dans cette version révisée sur un livret français intitulé Orphée et Eurydice, Gluck transposa l'étendue vocale du rôle d'Orphée jusqu'au contre-mi bémol : ce rôle requit alors une tessiture particulièrement élevée tout en gardant un ambitus réalisable. Il créa aussi des rôles dans quatre opéras de Niccolò Piccinni, dont celui de Pylade dans Iphigénie en Tauride. Son dernier rôle fut le rôle-titre de Renaud d'Antonio Sacchini.
Legros collabora avec Léopold-Bastien Desormery au remaniement de la deuxième entrée de l'opéra-ballet Le triomphe de l'Harmonie de François Lupien Grenet. Leur œuvre fut interprétée à l'Opéra sous le titre Hylas et Églé en 1775. À partir de 1777, Legros dirigea le Concert Spirituel, où il favorisa l'interprétation de la musique de Haydn et de Mozart. C'est ainsi qu'il commanda à Mozart sa Symphonie no 31 en ré majeur, K. 297. Pendant ce temps, il composa aussi un opéra non interprété, Anacréon, et quelques chansons.